# На межі тисячоліть (монета 2001 року)
«На межі́ тисячолі́ть» — пам'ятна біметалева монета номіналом 5 гривень, випущена Національним банком України, присвячена переходу з другого у третє тисячоліття, з яким народи планети пов'язують свої сподівання на мир, порозуміння між народами, на краще життя, в якому пануватимуть злагода та добробут.
Монету введено в обіг 7 березня 2001 року. Вона належить до серії «На межі тисячоліть».

## Опис монети та характеристики
| Номінал грн. | Метал                   | Маса, г | Діаметр, мм | Якість виготовлення | Гурт                 | Тираж, штук |
| ------------ | ----------------------- | ------- | ----------- | ------------------- | -------------------- | ----------- |
| 5            | нікелевий сплав, нордік | 9,4     | 28,0        | звичайна            | секторальне рифлення | 50 000      |

### Аверс
На аверсі монети у внутрішньому колі на дзеркальному тлі зображено спиралі, що утворюють яйце і символізують могутній подих, який дає життя всім речам і пов'язує їх разом, спіраль життя людини, спіральний рух, постійне звернення людської думки до спірального устрою. У зовнішньому колі зверху розміщено малий Державний Герб України, по колу — написи: «УКРАЇНА», «5 ГРИВЕНЬ», «2001» та логотип Монетного двору Національного банку України.

### Реверс

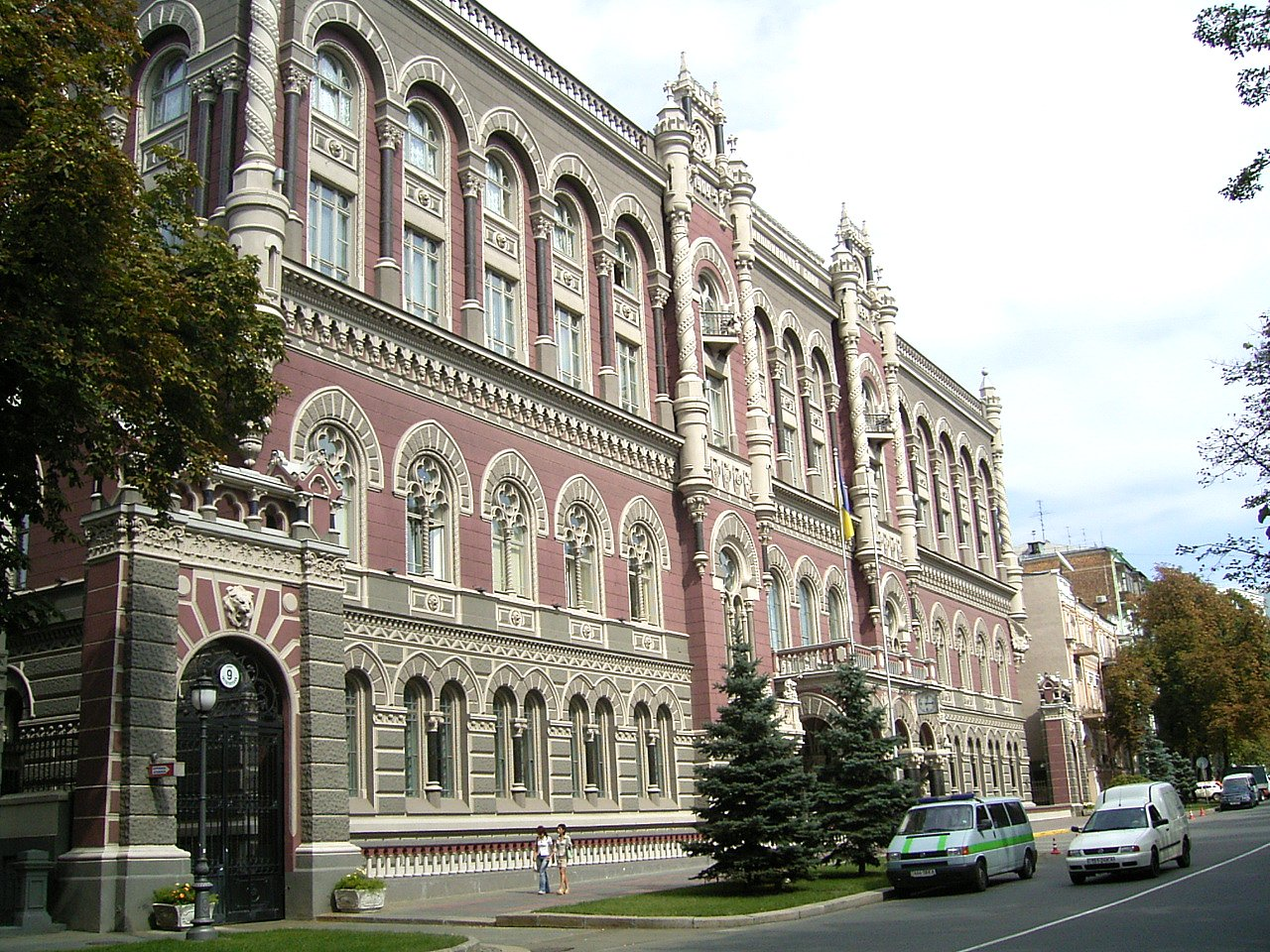
Будівля Національного банку України

На реверсі монети у внутрішньому колі зображено Жінку-мати з немовлям — символ, що стверджує безперервність та нескінченність життя; у зовнішньому колі зверху зображено символічну зірку, по колу — напис: «НА МЕЖІ ТИСЯЧОЛІТЬ».

## Автори
- Художник — Кочубей Микола.
- Скульптор — Чайковський Роман.

## Вартість монети
Ціну монети — 5 гривень встановив Національний банк України у період реалізації монети через його філії в 2000 році.
Фактична приблизна вартість монети, з роками змінювалася так:
| Рік        | 2010 | 2011 | 2012 | 2013 | 2014 | 2015 | 2016 | 2017 | 2018 | 2019 | 2020 | 2021 | 2022 | 2023 | 2024 | 2025 |
| ---------- | ---- | ---- | ---- | ---- | ---- | ---- | ---- | ---- | ---- | ---- | ---- | ---- | ---- | ---- | ---- | ---- |
| Ціна, грн. | 130  | 140  | 140  | 140  | 118  | 250  | 250  | 270  | 270  | 280  | 260  | 270  | 300  | 400  | 520  | 500  |